# Hostouň, Kladno
Hostouň là một làng thuộc huyện Kladno, vùng Středočeský, Cộng hòa Séc.